# At-Tabari
At-Tabari, Abu Dża'far Muhammad Ibn Dżarir Ibn Kathir At-Tabari (ur. 838, Amol – zm. 16 lutego 923, Bagdad) – arabski historiograf i teolog pochodzenia perskiego, autor m.in. wielotomowej historii powszechnej świata muzułmańskiego od stworzenia świata do 913 roku "Tarich ar-rusul wa al-muluk" (Historia proroków i królów), oraz komentarza do Koranu – Dżami al-bajan fi tafsir al-kuran.